# Zolgörən
Zolgörən è un comune dell'Azerbaigian situato nel distretto di Tərtər. Conta una popolazione di 300 abitanti.